# Page Park
Page Park és una concentració de població designada pel cens dels Estats Units a l'estat de Florida. Segons el cens del 2000 tenia 524 habitants, 235 habitatges, i 105 famílies. La densitat de població era de 722,6 habitants/km².